# Mercurius Aulicus
Mercurius Aulicus fu uno dei primi giornali apparsi in Inghilterra. Fu noto durante la guerra civile inglese per il suo ruolo nella propaganda realista.

## Storia
Il Mercurius Aulicus fu fondato nel febbraio 1643 da George Digby, membro di spicco del partito realista e consigliere del re Carlo I d'Inghilterra. John Birkenhead, membro dell'All Souls College di Oxford, fu nominato compilatore del giornale; attingeva le notizie sugli accadimenti in tutto il paese dai contatti di Digby. Anche Peter Heylyn fu uno dei principali redattori del giornale.
Il Mercurius Aulicus fu stampato a Oxford, che durante la guerra era la capitale realista, per un centesimo a copia, poi contrabbandato a Londra dove fu venduto spesso a prezzi fortemente superiori.
Il Mercurius Aulicus chiuse definitivamente nel 1645.